# Charles Fringant
Pour les articles homonymes, voir Fringant.
Charles Fringant est un homme politique français né le 31 mars 1872 à Toul (Meurthe-et-Moselle) et décédé le 20 mai 1949 à l'hôpital Saint-Charles de Nancy.

## Biographie
Propriétaire vigneron, il est président du comité républicain démocratique de l'arrondissement et devient conseiller municipal de Toul de 1908 à 1919. Il est adjoint au professeur d'agriculture et délégué au service phylloxérique de Meurthe-et-Moselle. Il devient député de Meurthe-et-Moselle en 1914 sous le patronage de Joseph Caillaux puis est réélu en 1919 sur la liste d'Entente républicaine et d'union nationale d'Albert Lebrun. Il n'est alors pas très actif et ne prend la parole qu'une seule fois. Il est ensuite réélu en 1924 sur la liste républicaine et nationale de Louis Marin. En 1928, il se présente comme « de gauche » sous le patronage de Raymond Poincaré et Aristide Briand. Il vote alors contre le ministère de Tardieu en février 1930 et pour les deux cabinets suivants. Il échoue en 1932 avec seulement 335 voix. Il s'est inscrit au groupe de la Gauche radicale en 1914 puis à la Gauche républicaine démocratique en 1919 avant de retourner à la Gauche radicale en 1924. Charles Fringant n'a pas été battu en &932, il ne s'est pas représenté. C'est son ami Jules Chamvoux qui a été élu. 

## Sources
- « Charles Fringant », dans le Dictionnaire des parlementaires français (1889-1940), sous la direction de Jean Jolly, PUF, 1960 [détail de l’édition]
- Jean El Gammal, François Roth et Jean-Claude Delbreil, Dictionnaire des Parlementaires lorrains de la Troisième République, Serpenoise, 2006 (ISBN 2-87692-620-2 et 978-2-87692-620-2, OCLC 85885906, lire en ligne), p. 151